# Трюм

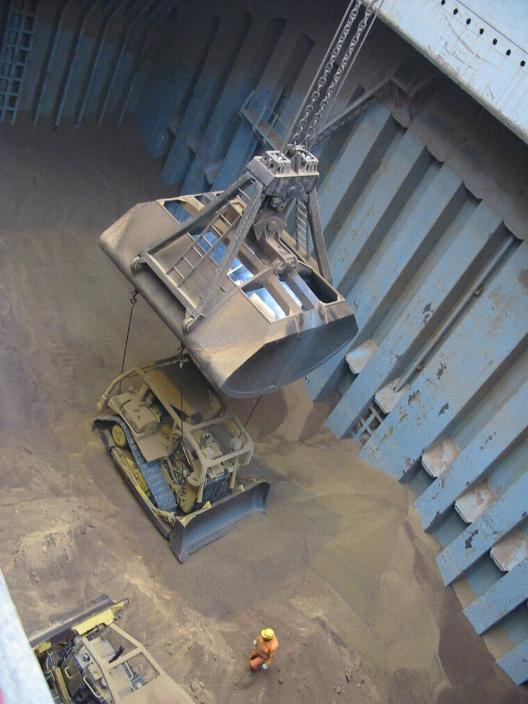
Погрузка бульдозера в трюм

Трюм (устар. рюим, интрю́м, от нидерл. ᾽t ruim, in ᾽t ruim — «помещение») — пространство в корпусе судна между днищем (или вторым дном) и вышележащей палубой (или платформой). «Трюмом» могут также называть открытое пространство для груза у баржи, применяют словосочетания: открытый грузовой трюм, сухогрузный трюм.
Трюм используют для размещения грузов (на грузовых судах), запасов, балласта, а также судовых механизмов. В зависимости от типа судна и его размера число трюмов и их назначение может изменяться. Длину трюма на пассажирских судах определяют условиями непотопляемости. На грузовом судне трюм разделён поперечными переборками на несколько отсеков, число которых зависит от длины судна. Трюм судна-рефрижератора оборудуют теплоизоляцией и холодильной установкой, а крышку трюма делают сравнительно небольшой, чтобы уменьшить тепловые потери. На военных кораблях трюм разделён водонепроницаемыми перегородками и заполнен снарядами и запасами. Загрузка и разгрузка трюмов происходит обычно через грузовые люки.
Нумерацию грузовых трюмов производят от носа к корме. Помещения внутри судна, расположенные выше трюма, называют «твиндеками».